# Invasão do Canadá
A invasão do Canadá de 1775 foi uma das primeiras campanhas organizadas lançadas pelo Exército Continental durante a guerra de independência dos Estados Unidos. O objetivo da operação era conquistar a província de Quebec e convencer a população canadense de língua francesa a se juntar a revolução das Treze Colônias contra a Inglaterra. Duas expedições foram lançadas pelos estadunidenses: uma partiu do Forte Ticonderoga, sob comando do general Richard Montgomery, que cercou e capturou o Forte Saint-Jean, no coração de Quebec, e quase conseguiu apreender Guy Carleton, o governador da região, enquanto marchavam em Montreal. A outra expedição partiu de Cambridge, Massachusetts, sob comando de Benedict Arnold, e avançaram com tremendas dificuldades atravessando as florestas entre o Maine e a cidade de Quebec. As duas forças se juntaram por lá, mas acabaram sendo derrotados em batalha em dezembro de 1775. Em outubro de 1776, os americanos já haviam sido expulsos do Canadá.
A expedição de Richard Montgomery, que saiu do Forte Ticonderoga, no final de agosto de 1775, tinha como objetivo cercar o Forte St. Johns, o principal ponto defensivo de Montreal. Depois de quase dois meses (setembro-novembro), o forte caiu e o governador Carleton teve que abandonar a cidade de Montreal, fugindo para o município de Quebec. Montgomery partiu em sua perseguição. No caminho, as tropas de Benedict Arnold se juntaram a ele. Essa força vinha marchando de Cambridge (Massachusetts) desde setembro, atravessando grossas florestas e terreno ruim. Havia falta de suprimentos e a moral estava baixa.
As duas forças estadunidenses se encontraram nas cercanias da cidade de Quebec em dezembro e então atacaram a região com força, travando uma violenta batalha na neve. Os revolucionários americanos acabaram sendo derrotados e forçados a recuar por uma tropa combinada canadense-britânica. Montgomery foi morto e Arnold ficou ferido, enquanto os defensores sofreram poucas perdas em comparação. Ainda assim, Arnold tentou, de forma ineficaz, conduzir um cerco a cidade. A derrota em Quebec e a má administração do general americano David Wooster em Montreal serviu para aumentar a animosidade dos canadenses e fortaleceu a causa dos lealistas (estadunidenses apoiadores da Coroa Britânica) no começo da revolução por independência dos Estados Unidos.
Os britânicos mobilizaram milhares de soldados para defender suas posses no Canadá, liderados por homens como o general John Burgoyne. Além de soldados ingleses e locais, mercenários de Hesse-Kassel (na atual Alemanha) reforçaram a presença britânica na América do norte, em maio de 1776. O general Carleton lançou então uma contra-ofensiva. Os americanos, cansados, desorganizados e sofrendo com doenças, não resistiram muito e voltaram para os seus quartéis. Os americanos, contudo, conseguiram se organizar no Forte Ticonderoga e, em meados de 1776, as tropas de Arnold já haviam fortificado suas posições de maneira tal que poderiam repelir qualquer ataque britânico no norte. Os militares britânicos, liderados por Burgoyne, iniciaram então, no ano seguinte, uma campanha para tomar a importante região do vale do Rio Hudson, mas acabaram fracassando.